# Biesal (gromada)
Biesal – dawna gromada, czyli najmniejsza jednostka podziału terytorialnego Polskiej Rzeczypospolitej Ludowej w latach 1954–1972.
Gromady, z gromadzkimi radami narodowymi (GRN) jako organami władzy najniższego stopnia na wsi, funkcjonowały od reformy reorganizującej administrację wiejską przeprowadzonej jesienią 1954 do momentu ich zniesienia z dniem 1 stycznia 1973, tym samym wypierając organizację gminną w latach 1954–1972.
Gromadę Biesal z siedzibą GRN w Biesalu utworzono – jako jedną z 8759 gromad na obszarze Polski – w powiecie ostródzkim w woj. olsztyńskim na mocy uchwały nr 22 WRN w Olsztynie z dnia 4 października 1954. W skład jednostki weszły obszary dotychczasowych gromad Biesal, Guzowy Piec, Jadaminy, Łęguty, Podlejki, Śródka i Tomaryny oraz miejscowość Zdrojek z dotychczasowej gromady Rapaty ze zniesionej gminy Biesal w tymże powiecie. Dla gromady ustalono 16 członków gromadzkiej rady narodowej.
1 stycznia 1960 do gromady Biesal włączono wsie Makruty, Mańki, Tomaszyn, Tolkmity i Samagowo, osadę Młyn Tomaszyński oraz kolonię Kąpity ze zniesionej gromady Mańki w tymże powiecie.
31 grudnia 1961 do gromady Biesal włączono obszar zniesionej gromady Stare Jabłonki w tymże powiecie.
Gromada przetrwała do końca 1972 roku, czyli do kolejnej reformy gminnej.